# Pyrnus magnet
Pyrnus magnet är en spindelart som beskrevs av Norman I. Platnick 2002. Pyrnus magnet ingår i släktet Pyrnus och familjen Trochanteriidae. Inga underarter finns listade i Catalogue of Life.